# إريك لوكيت
إريك لوكيت ولد يوم 25 ديسمبر سنة 1995و هو لاعب كرة سلة أمريكي لفريق روستوك سي وولفز من دوري كرة السلة الألماني . لعب كرة السلة الجامعية لجورج ماسون وكلية تشيبولا ووحدة الاستخبارات المالية وولاية نورث كارولاينا من عام 2014 حتى عام 2019.

## مهنة المدرسة الثانوية
حضر إريك في أكاديمية وايتفيلد. بصفته أحد كبار السن، بلغ متوسط لوكيت 18 نقطة و9 متابعات و4 تمريرات حاسمة في كل مباراة.

## مهنة الكلية
خلال مسيرته الجامعية، التحق بجامعة جورج ماسون وكلية تشيبولا ووحدة الاستخبارات المالية وولاية نورث كارولاينا

## مهنة محترفة

### الريان
بعد الخروج من مسودة الدوري الاميركي للمحترفين سنة 2019 ، انضم إريك إلى الريان في قطر.

### بريستول فلايرز
في فبراير 2020، انضم لوكيت إلى فريق بريستول فلايرز من ببل . لعب لمدة موسمين مع النادي وفي موسمه الثاني بلغ متوسطه 15 نقطة و 7 متابعات و 4.2 تمريرة حاسمة في المباراة الواحدة.

## وصلات خارجية
لم يتم العثور على روابط لمواقع التواصل الاجتماعي.